# Yazata
Yazata ("dyrkansvärd") är en grupp ljusväsen som dyrkas som änglar i zoroastrismen. Vissa yazata tillägnas långa hymner (yasht) i Avesta där de prisas för sina goda egenskaper.
Några viktiga yazata i zoroastrismen är: Sraosha ("Samvetets röst"), Kharenah (Lyckoglansen), Apam Napat och Mithra.